# Региональная блокировка
Региональная блокировка — искусственная преграда, используемая для предотвращения воспроизведения какого-либо носителя, созданного для устройства из другого региона. Блокировка может осуществляться программно, на уровне микросхем или в виде физического барьера.

## Фильмы
Фильмы, выпущенные на DVD, дисках Blu-ray и UMD, могут быть регионально заблокированы.

## Видеоигры
В индустрии видеоигр Nintendo была пионером региональной блокировки. Региональная блокировка в видеоиграх — создание устройств, с которым совместимо только программное обеспечение, созданное для конкретного региона. Большинство коммерческих консольных видеоигр имеют региональное кодирование.
Основные регионы:
- Япония и Азия (NTSC-J)
- Северная Америка (NTSC-U/C)
- Европа, Новая Зеландия и Австралия (PAL)
- Китай (NTSC-C)

### Nintendo
Игры для Nintendo Entertainment System (NES), известной на территории бывшего СССР по своему клону Dendy, заблокированы на следующие регионы:
- NTSC (Северная Америка)
- PAL-A (Великобритания и Италия)
- PAL-B (прочие европейские страны)

Регион игры определяется консолью при использовании микросхемы 10NES. Если микросхема внутри картриджа конфликтует с микросхемой консоли, игра не станет загружаться. В японской версии NES — Famicom — нет микросхемы 10NES, но картриджи для Famicom отличаются по форме от картриджей для NES. В версии консоли Famicom/NES с обновленным дизайном, выпущенной в 90-х годах, микросхема 10NES также отсутствовала, что позволяло запускать картриджи с любого региона из-за другого разъема с верхней загрузкой.
Оборудование Super Nintendo Entertainment System (SNES) не заблокировано регионально в Северной Америке. Удаление пластиковых ключей внизу разъема для картриджей позволяло вставлять и запускать японские картриджи Super Famicom и европейские SNES стандарта PAL. Картриджи, продаваемые в Северной Америке, отличались по форме от японских и европейских и не помещались в чуть меньшие и закругленные разъемы для них. Картриджи для Super Famicom не запускались на консолях стандарта PAL и наоборот.
Nintendo 64, GameCube и Wii заблокированы на следующие регионы:
- NTSC-U (Северная Америка, Сингапур, Малайзия, Филиппины)
- PAL (Европа и Океания)
- NTSC-J (Япония, Гонконг и Тайвань)
- NTSC-K (Южная Корея)

Региональную блокировку можно обойти с помощью адаптеров для картриджей Nintendo 64 и загрузочных дисков Nintendo GameCube и Wii, но эти продукты являются нелицензионными. Однако в случае с Wii обновление 3.3 и более новое для его системного ПО не дает читать такие загрузочные диски и, тем самым, убирает возможность обхода региональной защиты. Другой метод обхода региональной защиты — физическая модификация приставки.
Линейка портативных консолей Game Boy никогда не блокировались регионально.
Первая модель Nintendo DS, также как и её более легкая версия, не заблокированы. Обновленная версия, Nintendo DSi, уже содержит региональную защиту, но только при загрузке игр из онлайн-магазина. Физически игра для Nintendo DS запускается на приставке любого региона, но сделанные специально для DSi и использующие улучшения DSi регионально заблокированы. В Китае iQue Ltd и Nintendo выпустили серию iQue DS — версию серии Nintendo DS под китайской торговой маркой. В системе iQue DS не было блокировки по регионам, но ПО, разработанное для iQue DS, не запускалось на оригинальных Nintendo DS.
Все компоненты и ПО Nintendo 3DS заблокированы регионально, но оригинальных физических носителей и ПО для Nintendo DS, включая ПО iQue DS, это не касалось из-за эмуляции консолью оборудования Nintendo DSi.
В Wii U и в Wii U GamePad также имеется региональная защита.
Во время презентации Nintendo Switch было объявлено о полной отмене региональной блокировки для консоли.

### Sony
Консоли PlayStation и PlayStation 2 регионально защищены.
Все игры для PlayStation 3, за исключением одной, не имеют региональной защиты. Хотя у издателей есть механизм блокировки, позволяющий играм определять модель консоли, за первые шесть лет с момента запуска консоли в продажу никто из них им не воспользовался. Первой игрой с региональной защитой на PS3 стала Persona 4 Arena — издатель Atlus не стал отменять решение о блокировке, несмотря на недовольство поклонников игры. Решение было принято для того, чтобы избежать чрезмерного импортирования, так как версии игры не отличались ничем, кроме даты выпуска в разных регионах. Также имеется региональная блокировка обратно совместимых игр для PlayStation и PlayStation 2 и фильмов на DVD и дисках Blu-ray. В дополнение к этому, некоторые игры разделяют сетевых игроков на регионы, как, например, Metal Gear Solid 4: Guns of the Patriots Online. Содержимое PlayStation Store также отличается в разных странах. Например, европейский магазин не продает сборники карт для импортированной из США копии Call of Duty 4: Modern Warfare. Загружаемые дополнения для PlayStation 3 также регионально заблокированы, поэтому нужно покупать их из американского магазина PlayStation Store, чтобы использовать с игрой, выпущенной для США. В дополнение к этому в файловую систему PS3 включен регион происхождения, поэтому загружаемые дополнения, так же как и сохранения, не могут быть использованы разными региональными версиями.
PlayStation Portable не имеет блокировки для игр на UMD, в отличие от фильмов на UMD movies, в которых она присутствует. Однако есть мнение, что азиатский выпуск UMD BattleZone имеет региональную блокировку. Кроме этого, консоль может отключать те или иные функции в зависимости от региона. Например, во избежание установки приложений просмотра комиксов и потокового телевещания азиатские версии PSP не отображают пункт с дополнительными материалами «Extras» на XMB, будучи даже обновленными американской версией прошивки 6.20. Sony утверждает, что эти дополнительные функции будут отключены в Азии до момента официального запуска. Несмотря на это, азиатские пользователи могут загрузить и установить данные приложения на импортированные неазиатские версии консолей.
В PlayStation Vita не используется региональная блокировка для игр.
PlayStation 4, как и его предшественница, не была регионально заблокирована.

### Sega
Старые игры для Sega Mega Drive не имели региональной защиты, но более новые могут быть защищены (например, Sonic the Hedgehog и Sonic the Hedgehog 2 не имели региональной защиты, в отличие от Sonic the Hedgehog 3).

### Microsoft
Оригинальная Xbox, как и Xbox 360, имеет региональную защиту, хотя решение о блокировке игры принимает издатель: большое количество игр запускается вне зависимости от региона. Сетевой контент, вроде загружаемых дополнений, фильмов и приложений, в Xbox Live также имеет региональное разделение. В консоли следующего поколения — Xbox One — от региональной защиты отказались.

### Прочие
Philips CD-i и Panasonic 3DO выпускались без региональной защиты.
Среди компьютерных игр обеспечение региональной блокировки сложнее, так как и игру, и операционную систему легко модифицировать. Сетевые игры по подписке имеют региональную защиту посредством блокировки IP-адресов (что легко обходится с помощью открытых прокси-серверов) или требованием предъявления номера удостоверяющих документов (что часто невозможно проверить). Обычные игры редко имеют региональную блокировку. Примером может быть The Orange Box, использующий Steam в качестве механизма защиты.

## Принтеры
Чернильные картриджи Hewlett-Packard были разделены по регионам с 2004 года. С тех пор они не работают с принтерами с другим региональным кодом, только если пользователь не позвонит в техподдержку для переназначения нужного кода устройства. Картриджи Canon для Pixma MP 480 также не работают в устройствах из другого региона.

## Причины региональной блокировки
- Стоимость. Трудно установить единые цены на продукт по всему миру из-за необходимости конвертирования валют, различного налогообложения, правил торговли и пр. (например, свободное передвижение товаров в пределах ЕС). Также при ценообразовании необходимо учитывать доход потребителей, доступность пиратской продукции, конкурирующие товары/сервисы, продвижение по убыточной цене (демпинг). Региональная блокировка консоли решает проблему экспорта игр в регионы с более высоким уровнем цен.
- Чувствительные регионы. Некоторые игры могут считаться оскорбительными по религиозным и политическим причинам.
- Ступенчатый запуск. Региональная блокировка облегчает ступенчатый запуск, при котором производители игр могут выпускать игру не сразу во всех регионах.